# Velká kniha dinosaurů
Velká kniha dinosaurů je titul britského spisovatele, publicisty a popularizátora vědy Keirona Pima. V anglickém originále vyšla v roce 2013, česky pak v nakladatelství Omega v listopadu roku 2015. Kniha má podobu výběrové encyklopedie, zaměřené na zajímavé druhy neptačích druhohorních dinosaurů, ale také na další obyvatele druhohorních ekosystémů (ptakoještěři, mosasauři, plesiosauři, pravěcí savci a ptáci apod.). Poutavý text o dobře i méně známých druzích dinosaurů je doplněn aktuálními informacemi o daných taxonech, ale také například o historii výzkumu dinosaurů a dalších zajímavostech a kuriozitách. Překladatelem české verze knihy je Richard Herbich, odbornou korekturu a doplněný text o českých nálezech přidal popularizátor Vladimír Socha. Autorem původních ilustrací je italský paleo-ilustrátor Fabio Pastori a Gian Paolo Faleschini. České vydání má 312 stran a obsahuje také podrobný rejstřík a informace o zajímavých webových stránkách a dalších knižních titulech.